# 格羅滕堡體育場
格羅滕堡體育場（Grotenburg-Stadion）是位於德國克雷費爾德的多功能體育場，主要用於舉行足球比賽，同時是烏丁根（1995年前稱為FC Bayer 05 Uerdingen）的主場。該體育場建於1927年，可容納34,500名觀眾，擁有9,943個有蓋座位、4,485個有蓋站位和20,072個露天站位。然而由于安全原因，现在只有部分站位可供使用。

## 歷史
這座體育場建於1927年，當時可容納18,000名觀眾，直到1975年現在的南看台開始建造，這個結合站位和座席的看台可容納4,000名觀眾，因此格羅滕堡體育場的總容量增加到22,000名觀眾。在新看台的開幕之時，也創下了新的觀眾紀錄：1975年7月22日，22,000名觀眾見證Bayer 05 Uerdingen對皮尔马森斯大勝6:0，得以首次升入德國頂級足球聯賽。
1979年，西看台增加更多看台座位，可容納多達28,000名觀眾，其中一場觀眾人數達到28,000人的比賽是1986年4月16日的歐洲冠軍球會盃半決賽對馬德里體育會。在1986年夏季休賽期間，北側的舊看台被拆除，改建一個可容納6,000名觀眾的純坐席看台，同時東看台擴建完成後可容納34,500名觀眾。格羅滕堡體育場最後一次售罄的比賽是1994年11月5日對陣拜仁慕尼黑的德甲比賽。當拜仁慕尼黑於2006年再次對陣克雷費爾德進行友誼賽時，有18,886名觀眾入場觀看。
在接下來的幾年裡，烏丁根連續降了好幾個聯賽，體育場也只是被部分使用,無論是球隊還是克雷菲爾德政府都沒有進行必要的翻新工程。

## 外部鏈接
- kfc-uerdingen.de: Stadion auf der Website des KFC Uerdingen （页面存档备份，存于）
- kleinsterfanclub.de: Die Geschichte der Grotenburg （页面存档备份，存于）
- europlan-online.de: Grotenburg-Stadion – Krefeld （页面存档备份，存于）
- stadionwelt.de: Stadionführer （页面存档备份，存于）
- groundhopping.de: Besucherbericht von 2003 （页面存档备份，存于）
- aalto-foto.de: Bildergalerie des Grotenburg-Stadion in Krefeld （页面存档备份，存于）
- kuladig.de: Grotenburg-Stadion Uerdingen （页面存档备份，存于）